# نواه بيكر
نواه بيكر هو رسام كندي، ولد في 1970 في كليفلاند في الولايات المتحدة.